# 辛金 (密蘇里州)
辛金（英語：Sinkin）是位於美國密蘇里州香農縣的鬼鎮。

## 歷史
辛金的郵局於1869年設立，其後於1933年停運。

## 地理
辛金所處的海拔為高於海平面354米（即1161英呎），而該地所採用的時區為UTC-6，即北美中部時區（CST）。同時該地設有夏令時間，為UTC-6調快一小時，即UTC-5（CDT）。